# Why Charlie Brown, Why?
Why Charlie Brown, Why? (no Brasil, Por quê, Charlie Brown, por quê? (estúdio VTI-Rio) ou Não tem choro [estúdio SC-SP]) é o 33º especial de TV de animação no horário nobre, baseado na história em quadrinhos Peanuts de Charles M. Schulz.Ele foi ao ar em 16 de março de 1990 e foi indicado ao Emmy por melhor programa de animação com menos de uma hora.  Diferente dos outros temas que eram leves e alegres, a história apresenta um tema profundo e sério sobre uma menina chamada Janice Emmons, que é diagnosticado com câncer . O especial também aprofunda como é realizado o tratamento e como afeta as outras crianças, principalmente Janice e Linus. Este é o primeiro especial a ser lançado no começo dos anos 90. 

## Enredo
O especial começa com Charlie Brown, Linus, Sally e  Janice Emmons, que é a nova amiga e colega de turma de Charlie Brown e Linus, esperando pelo ponto do ônibus da escola. Quando entram, Janice bate o braço na grade causando um ferimento profundo, e Linus percebe que isso tem acontecido com frequência. Durante a aula, Janice começa a se sentir mal e diz para o Linus que está se sentindo cansada, então ela é enviada para a enfermeira e descobre que esta com febre alta. Três dias se passam e Janice não apareceu na escola,e a classe é informada de que ela está no hospital. 
Depois da aula, Linus e Charlie Brown decidem visitar Janice no hospital, ela diz que tem câncer (especificamente leucemia ). Os meninos ficam surpresos e confusos ao ouvirem a palavra, e depois Janice explica quais testes os médicos fizeram para descobrir a doença, como: exame de sangue, teste de medula óssea e raio-X. Então mostra a sua linha intravenosa e explica sua quimioterapia, além de explicar os processos que vai passar como enjoo, dor de cabeça e perda do cabelo. Apesar da doença, Janice está determinada a se recuperar e voltar à escola, para poder brincar de balanço e estar com os seus amigos novamente. 
Depois que saem do hospital, a notícia abalou profundamente Linus que pergunta confuso para Charlie Brown: "Por que, Charlie Brown, por quê?" (uma referência ao nome em inglês do desenho) Então ele volta para casa sentindo-se triste e com raiva, ao pensar na condição de Janice. Ao chegar em casa, ele desafia a ignorância de sua irmã Lucy em relação ao câncer e diz que não se espalha como resfriado ou gripe. No entanto, quando Linus menciona que tocou a testa de Janice (tentando sentir como ela estava quente), Lucy fica chocada e enojada. Afirmando que Janice contraiu a doença por ser assustadora e esquisita, deixando Linus ainda mais chateado. Alguns meses depois, a saúde de Janice melhorou o suficiente para ela voltar à escola, mas ela perdeu o cabelo por causa da quimioterapia e usa um gorro para escondê-lo. 
Na escola, um valentão aparece e implica com a cor do gorro da Janice. Ele bate, revelando a cabeça careca dela, e rir enquanto ela chorava, com raiva Linus defende Janice e confronta o garoto, dizendo-lhe sobre a doença e perguntando se ele gostaria de passar pelo que Janice passou. O garoto pede desculpas a Janice e Linus e a elogia o gorro. Quando o Natal se aproxima, Linus vai à casa de Janice para dar-lhe um presente, duas irmãs aparecem informando que ela foi para o hospital novamente. Uma das irmãs reclama da atenção que Janice está recebendo e, admite que ambas se sentem excluídas desde que Janice ficou doente. Linus deixa o presente e sai magoado. 
No início da primavera, Janice volta e diz para Linus que tem uma grande surpresa para ele. Quando chegam na escola, Janice vai ao balanço e o gorro cai revelando seus longos cabelos loiros, significando que estava recuperada e Linus se enche de alegria. Enquanto os créditos rolam, o gorro cai no chão e se ouve o riso da Janice. 

## Hino
O especial incluiu uma breve versão do hino "Farther Along", cantado por Becky Reardon. A música tocou ao fundo enquanto Linus caminhava para casa, enquanto chorava e se zangava, lutando para entender a doença de Janice. 

## Produção
A ideia do especial foi concebida por Sylvia Cook, uma enfermeira do Hospital Infantil de Stanford. Em dezembro de 1985, Cook enviou uma carta a Charles M. Schulz, pedindo-lhe para produzir e escrever um curta de animação estrelando os personagens de Peanuts, com o objetivo de abordar sobre o câncer para as crianças. No começo, Schulz estava em dúvida devido aos altos custos da produção. Eventualmente, Cook recebeu contribuições da American Cancer Society, e convenceram  Schulz a produzir o especial com duração de meia, em vez de cinco minutos como tinha planejado anteriormente. No começo, o produtor Bill Melendez e a CBS rejeitaram a ideia, mas no fim concordaram ao notarem o entusiasmo de Schulz pelo desenvolvimento do projeto. O roteiro do foi completamente escrito por Schulz, com Cook e a American Cancer Society atuando como consultores, sobre os tratamentos utilizados para identificar o câncer 
O câncer era um assunto com o qual Schulz estava familiarizado; porque sua mãe Dena morreu de câncer quando ele tinha vinte anos, e em 2000 Schulz teve câncer de cólon. O especial foi exibido em hospitais e sistemas de ensino público, principalmente nas escolas primárias e secundárias, como um método para explicar o assunto para as crianças, e também serviu para organizar uma campanha de arrecadação de fundos da Pennies for Patient, organizada pela Sociedade de Leucemia e Linfoma. O Paramount Home Video lançou o especial em VHS em meados dos anos 90, foi lançado em DVD para a Coleção Honrada do Peanuts Emmy  e esta disponível no iTunes . No entanto, o especial foi ao ar poucas vezes na televisão americana desde sua estreia original; O Disney Channel o exibiu raramente, enquanto isso a Nickelodeon e a ABC, que em diferentes momentos tinham os direitos sobre os outros especiais do Peanuts, não o exibiram. Em alguns países europeus, foi exibido no canal Boomerang. 
O especial foi adaptado para um livro, intitulada Por quê, Charlie Brown, por quê? Uma história sobre o que acontece quando um amigo está muito doente, ele foi publicada pela editora Pharos Books algumas semanas antes da estreia do especial na CBS e foi reeditada em 2002. A impressão original apresentava um prefácio do ator Paul Newman . 
Durante sua exibição, o especial recebeu criticas positivas, os críticos o elogiaram por seu realismo e pungência e principalmente pela coragem de Janice ao enfrentar sua doença. O especial também foi um culto favorito. 
Em sua primeira exibição, foi classificada por 8,7 de avaliação por residência familiar e uma participação de 16% na audiência, ocupando o 65º lugar dos 86 programas exibidos daquela semana e foi assistida por 15 milhões de espectadores. 

## Indicação
O especial foi indicado ao prêmio Emmy por melhor programa de animação (com menos de uma hora).